# Wonder Stories

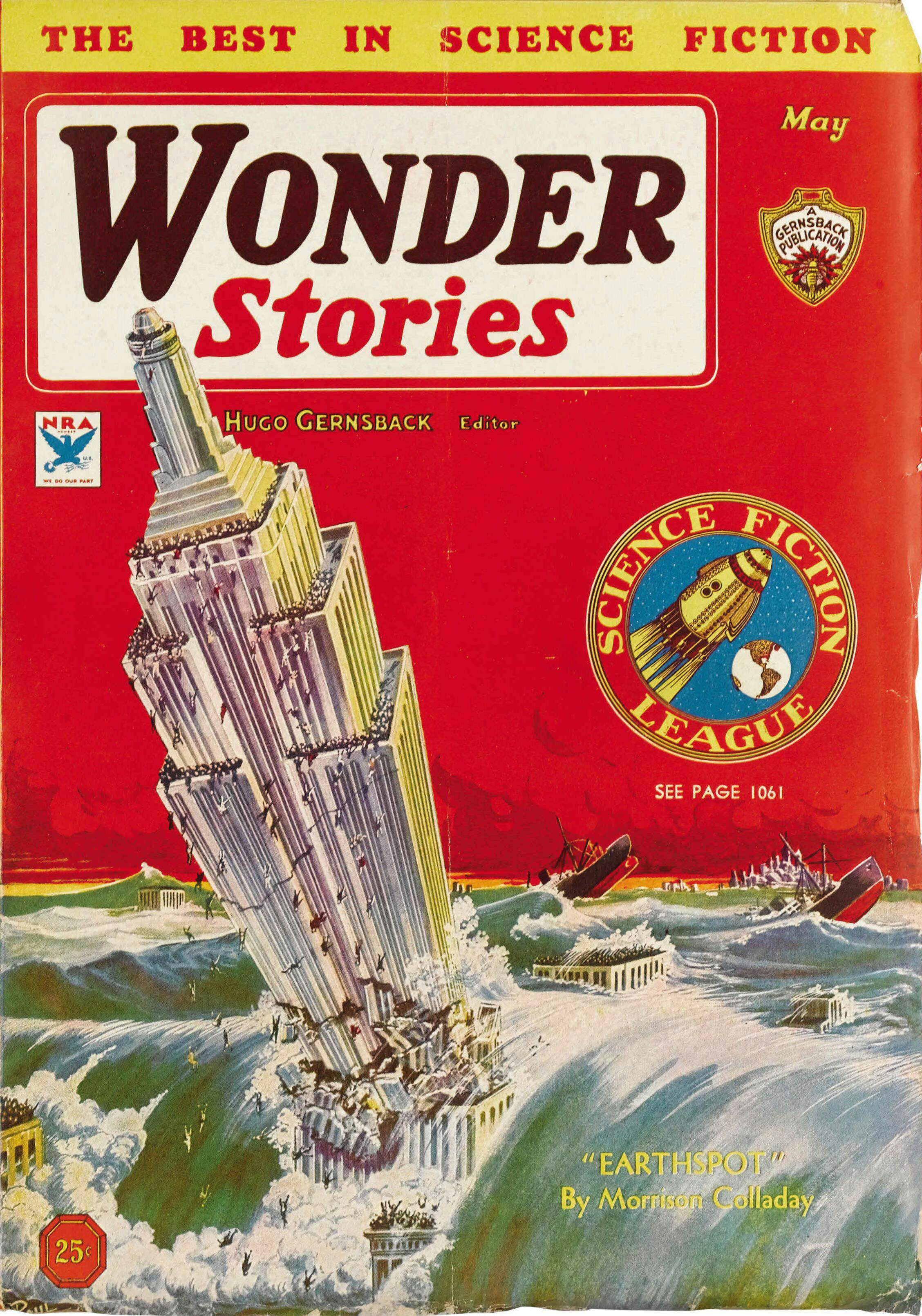
Wonder Stories, maj 1934.

Wonder Stories var en amerikansk science fiction-tidskrift som grundades av Hugo Gernsback 1929, efter att han hade förlorat kontrollen över Amazing Stories. Gernsback sålde tidskriften 1936, och den drevs sedan vidare under andra titlar fram till 1955, när den lades ned.
I och med Wonder Stories fick begreppet science fiction sin nuvarande form, istället för det tidigare scientifiction.